# Raymond Pearl
Raymond Pearl, född den 3 juni 1879 i Farmington, New Hampshire, USA, död den 17 november 1940 i Baltimore, Maryland, var en amerikansk biolog och räknas som en av grundarna av biogerontologi, läran om de biologiska processerna bakom åldrande. Han tillbringade mesta tiden av sin karriär vid Johns Hopkins University i Baltimore
Pearl skrev 841 akademiska böcker och artiklar under sitt liv och sysslade även med populärvetenskap. Standardförkortningen Pearl används för att ange denna person som författare när man citerar ett botaniskt namn.

## Biografi
Pearl föddes i en övre medelklassfamilj och var son till Ida May (McDuffee) och Frank Pearl. Hans föräldrar och morföräldrar ville att han skulle studera grekiska och latin, men när han gick på Dartmouth College vid 16 års ålder blev han fascinerad av biologi och tog kandidatexamen som den yngsta i sin klass. I Dartmouth var han känd för att vara en exceptionell student såväl som en skicklig musiker. Han kunde spela nästan alla blåsinstrument, och han planerade amatörmusikföreställningar med sina vänner och kollegor. År 1899 började Pearl på University of Michigan där han tog sin doktorsexamen i zoologi på sitt arbete om planarians beteende. När han arbetade i ett zoologiskt laboratorium träffade han sin framtida hustru Maude M. De Witt. År 1903 gifte de sig, och tillsammans 1905 och 1906 reste de utomlands och arbetade vid University of London, University of Leipzig och Marine Biological Station i Neapel.
År 1906 tillbringade han ett år med att studera under Karl Pearson vid University College, London. Under detta år upptäckte han biometri, som tycktes erbjuda en lösning på de problem han var bekymrad över inom biologi, zoologi och eugenik. När han återvände till USA arbetade han vidare med sina intressen, men gick över från biometri till mendelsk genetik.
Pearl var vida känd för sin livslust och sin kärlek till mat, dryck, musik och fester. Han var en nyckelmedlem i Saturday Night Club som också inkluderade H. L. Mencken. Förbud hade ingen påverkan på Pearls dryckesvanor (som var legendariska). 

## Karriär och vetenskapligt arbete
Pearls intresse för statistiska metoder i biologi började vid University of London, där han arbetade tillsammans med Karl Pearson. Han stannade som instruktör vid University of Michigan fram till 1906, och samma år flyttade han till University of Pennsylvania för att vara instruktör i zoologi. Ett år senare blev han chef för biologiska institutionen för huvudstationen för jordbruksexperiment vid University of Maine i Orono där han studerade genetiken hos fjäderfä och andra husdjur. Från 1917 till 1919 var Pearl chef för statistikavdelningen vid United States Food Administration. År 1918 utvecklade Pearl en avdelning för laboratoriestatistik när han rekryterades av Johns Hopkins University för att vara professor i biometri och vital statistik.
År 1920 valdes han till stipendiat i American Statistical Association, där han också fungerade som president.
År 1929 var Pearls vän William Morton Wheeler på väg att gå i pension som dekan för Bussey Institution vid Harvard University. På grund av sina kontakter vid Harvard nämndes Pearl som en möjlig kandidat för att efterträda Wheeler och hade många anhängare där. Dispyter om Pearls forskning med matematikern Edwin Bidwell Wilson, som ansåg sig lämplig för posten, gjorde emellertid att denne lyckades förhindra tillsättnigen av Pearl som då fortsatte sina vetenskapliga sysslor vid Hopkins fram till sin död.

### Vetenskapliga bidrag
- Pearl var mycket intresserad av statistik och han introducerade måttet Pearl-index 1931 som är ett mått att jämföra preventivmedel.
- Han visade även att det fanns ett samband mellan måttligt alkoholintag och livslängd [13].
- Han lade även fram Rate of Living-hypotesen som postulerade att det fanns ett samband mellan basalmetabolismen och levnadslängden som var en av huvudteorierna under 50 år. Idag har man övergett den teorin, till exempel har en fladdermus och en råtta ungefär samma basalmetabolism men en fladdermus har flera gånger större livslängd. [14]

## Utmärkelser och hedersbetygelser
- Fellow of the American Statistical Association

[Redigera Wikidata]